# Achille Giovannoni
Pour les articles homonymes, voir Giovannoni.
Achille Giovannoni, né le 14 février 1926 à Bergame et mort le 25 février 2014 à Chambéry, est un rameur d'aviron français.
Achille Giovannoni signe sa première licence au Club Nautique d’Aix-les-Bains à
l’âge de 16 ans. Multiple champion de France, il participera aux Jeux Olympiques de Londres de 1948. Il est quatrième de la finale olympique de 1952 de deux de couple à Helsinki, avec Jacques Maillet.
Il est aussi médaillé de bronze de skiff aux Championnats d'Europe d'aviron 1953, il sera élu la même année meilleur rameur français.
En 1953, il reçoit la médaille d'or de la jeunesse et des sports
En 1955, après un palmarès impressionnant, il met un terme à sa carrière pour se consacrer à son club d'Aix-les-Bains, en devenant dirigeant et entraineur.
Nommé Président d’Honneur de l’Entente nautique d'Aix-les-Bains aviron, Achille Giovannoni n’arrête néanmoins pas l’aviron en s’adonnant quotidiennement à une sortie en skiff de près de 12 kilomètres jusqu'à la fin de sa vie.
Il est fait chevalier de l'ordre national du Mérite en 2011.

## Distinctions
- Chevalier de l'ordre national du Mérite